# Yui Hasegawa
 (juillet 2019).
Pour les articles homonymes, voir Hasegawa.
Yui Hasegawa (長谷川 唯, Hasegawa Yui), née le 29 janvier 1997 à Miyagi au Japon, est une footballeuse internationale japonaise. Elle joue au poste de milieu de terrain à Manchester City.

## Biographie
Née dans la préfecture de Miyagi, Yui Hasegawa déménage à Toda et y passe toute son enfance. Elle rejoint le NTV Beleza en 2013 dans l'équipe jeune, imitant alors son frère qui, quant à lui, évoluait dans l'équipe de Toda. Elle s'affirme vite comme une joueuse de talent, et est même nommée en 2017 dans l'équipe de l'année de Nedeshiko League 1. 
Elle est sélectionnée dans les équipes de jeune du Japon de 2012 à 2016, puis intègre la sélection nationale féminine en 2017. Elle participe notamment à la Coupe du monde 2019 en France, compétition où les japonaises sont attendues, mais où elles déçoivent, n'atteignant que les huitièmes de finale. Elle marquera d'ailleurs le seul but de son équipe en huitième de finale, face aux Pays-Bas, match perdu deux buts à un.

## Palmarès

### Distinctions individuelles
- Membre de l'équipe type de Women's Super League en 2023[2]